# Клишин, Илья Сергеевич
Илья́ Серге́евич Кли́шин (род. 4 сентября 1987, Тамбов) — российский журналист, публицист, медиаменеджер, медиаконсультант и литературный деятель. В 2013—2016 годах — главный редактор сайта телеканала «Дождь», в 2016—2019 — руководитель диджитал-редакции международного телеканала RTVi. Сооснователь медиаконсалтингового агентства KF Agency.
После начала вторжения России в Украину в 2022 году эмигрировал в Литву, где основал медиаплатформу «Волна», ориентированную на русскоязычных релокантов. Также известен как автор литературных и публицистических текстов, участник протестного движения 2011—2013 годов, организатор книжных клубов в Москве и Вильнюсе, автор поэтических публикаций и создатель Telegram-канала о литературе ReadMe.txt.

## Биография
Родился 4 сентября 1987 года в Тамбове. В 2003—2004 годах учился в школе в штате Луизиана (США) по программе Future Leaders Exchange. Окончил МГИМО по специальности «международные отношения», изучал новогреческий язык, проходил стажировку в Университете Аристотеля в Салониках (Греция).
В декабре 2011 года создал страницы в социальных сетях для координации массовых акций протеста за честные выборы, прошедших на Болотной площади и проспекте Сахарова в Москве — в рамках протестного движения в России 2011—2013 годов. В начале 2012 года сообщил о давлении силовых структур на своих родителей. В феврале 2012 года участвовал в организации символической акции «Большой белый круг», в ходе которой десятки тысяч протестующих выстроились вдоль Садового кольца.

## Карьера
Ещё во время учёбы начал сотрудничать со СМИ. Публиковался на портале Newsru.com, в журнале OpenSpace.ru / Colta.ru, интернет-издании Slon.ru, писал колонки для газет «Ведомости» и «The Moscow Times», журналов «Сноб» и Carnegie.ru.
В 2010 году стал одним из создателей независимого общественно-политического блога Epic-Hero.ru, популярного среди молодёжи. В конце 2011 года Клишин и его соавтор продали этот ресурс редакции OpenSpace.ru; на его основе был создан молодёжный веб-журнал W-O-S.ru.
С марта 2013 года — главный редактор сайта телеканала «Дождь». В январе 2014 года на сайте был опубликован опрос о блокаде Ленинграда, вызвавший широкий общественный резонанс. Клишин удалил спорный материал, который был привнесен гостевой программой «Дилетанты» (сайд-проект радиостанции «Эхо Москвы»), и принёс публичные извинения. Вскоре после этого телеканал был исключён из пакетов крупнейших кабельных операторов России.
В июне 2015 года газета The Guardian включила Клишина в список «30 до 30» — тридцати самых перспективных москвичей младше 30 лет.
В августе 2016 года покинул телеканал «Дождь» и возглавил цифровую редакцию международного телеканала RTVI, принял участие в его перезапуске. Был одним из авторов термина «инфошум» — по названию собственной рубрики на сайте канала.
В июле 2019 года ушёл с RTVI и вместе с медиаменеджером Романом Федосеевым основал медиаконсалтинговое агентство KF Consulting (с 2020 года — KF Agency).
После начала вторжения России на Украину в 2022 году переехал с семьёй в Вильнюс, где продолжил заниматься консалтингом. Основал медиаплатформу «Волна», ориентированную на русскоязычных релокантов. Проект начался в Литве, а затем распространился на Латвию, Германию, Польшу, Сербию, Черногорию и Кыргызстан.

## Публикации
Клишин является автором статей и колонок для изданий «Ведомости», The Insider, The Moscow Times, «Сноб», Colta.ru, Delfi (Латвия), а также Московского центра Карнеги. Вёл блог на «Эхо Москвы», публиковался на образовательном портале «Мел».
Также Клишин публиковал свои стихи в литературном журнале «Полутона». Вёл книжный клуб в Москве, а после эмиграции продолжил эту практику в Вильнюсе. Ведёт популярный нишевый Telegram-канал о литературе и литературоведении ReadMe.txt.

## Личная жизнь
С 2017 года женат на журналистке Анне Клишиной. В 2020 году у пары родилась дочь Зоя. С 2022 года семья проживает в Вильнюсе.